# سكاي بوكس للتصوير
سكاي بوكس (بالإنجليزية: Skybox Imaging)‏ هي شركة خاصة تشغل أقمار صناعية تجارية ذات درجة عالية من الدقة، وتوفر الصور والفيديو عالي الوضوح وخدمات التحلي. تأسست في 2009. ويقع مقرها في ماونتن فيو، كاليفورنيا.

## التاريخ
في 10 يونيو عام 2014، استحوذت غوغل الثلاثاء على شركة سكاي بوكس للتصوير بالأقمار الاصطناعية مقابل 500 مليون دولار.

## وصلات خارجية
- الموقع الإلكتروني